# 巴彥洪戈爾市

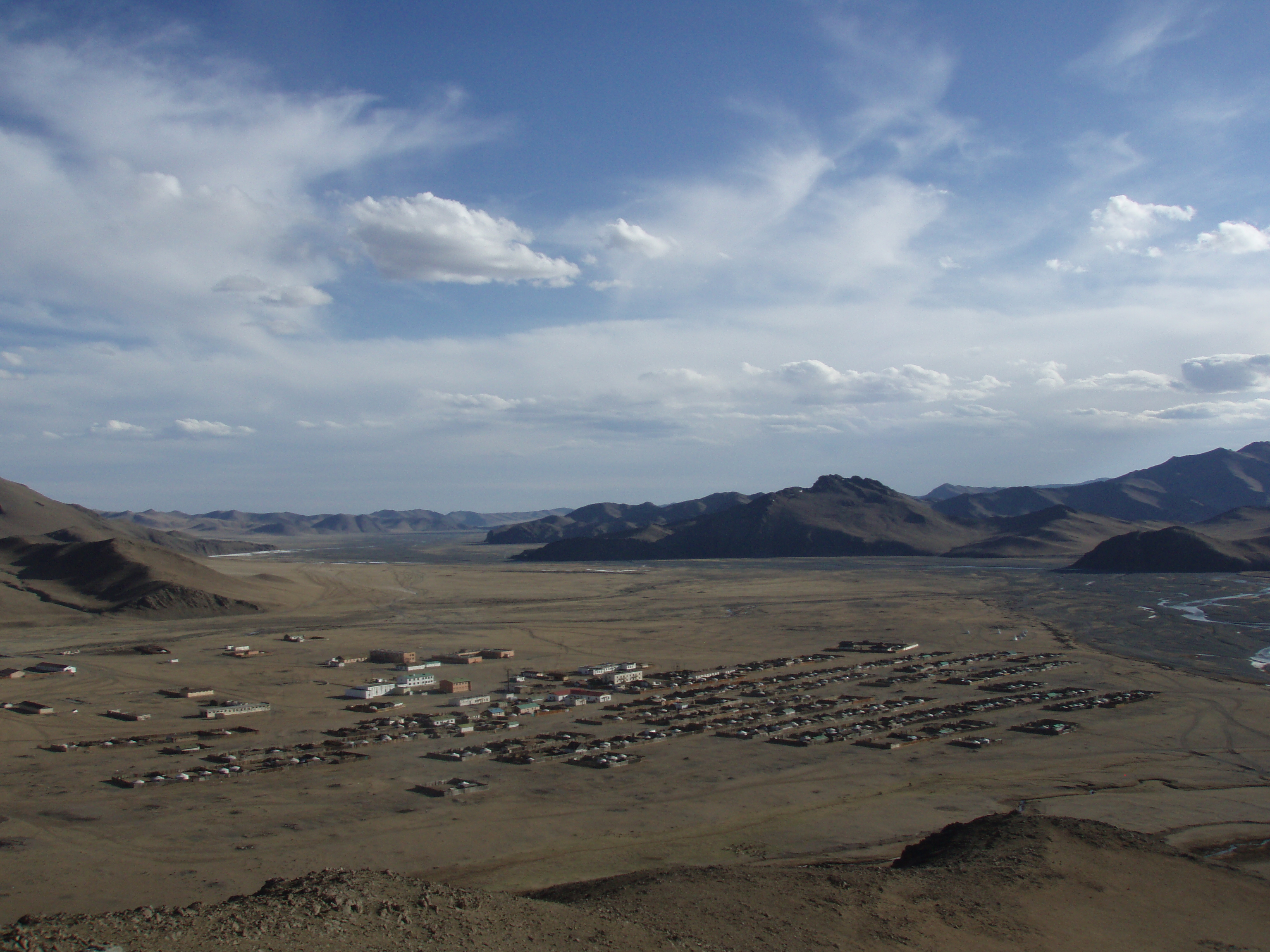

巴彦洪戈尔是蒙古国的城市，位于该国中部，也是巴彦洪戈尔省的首府，面积64平方公里，海拔高度1,874米，由于受半干旱气候影响，每年平均降雨量199毫米，2006年人口26,252。